# TWiiNS
Le TWiiNS erano un duo pop slovacco composto dalle sorelle gemelle Daniela e Veronika Nízlová, nate il 15 maggio 1986 a Hronský Beňadik.

## Storia
Daniela, dopo aver sposato nel 2010 il suo manager Braňislav Jančích (poi lasciato per una relazione col calciatore del Napoli Stanislav Lobotka, da cui ha avuto la figlia Linda), ha assunto il cognome Jančíchová. Veronika, coniugata con Tomáš Krúpov dal 2015, ha assunto il cognome Krúpova, per poi divorziare nel 2020.
All'Eurovision Song Contest 2008 fecero parte del coro della canzone Have some fun della cantante ceca Tereza Kerndlová. Il duo è diventato celebre in patria per una cover del brano di Sabrina Salerno Boys (Summertime Love), intitolato Boys, Boys, Boys, a cui collabora il rapper tedesco Carlprit e pubblicato nel gennaio 2010, il cui video è stato girato in buona parte a Jesolo.
Sono state scelte internamente da STV per rappresentare la Slovacchia all'Eurovision Song Contest 2011 a Düsseldorf in Germania con la canzone I'm Still Alive (Sono ancora viva), che si ferma in semifinale come 13°. Il brano era stato scritto e prodotto da Bryan Todd e dall'allora marito di Daniela.